# Halichoeres aestuaricola
Halichoeres aestuaricola es una especie de peces de la familia Labridae en el orden de los Perciformes.

## Morfología
Los machos pueden llegar alcanzar los 22 cm de longitud total.

## Distribución geográfica
Se encuentra desde el Golfo de California hasta Colombia.